# 牧港火力発電所
牧港火力発電所（まきみなとかりょくはつでんしょ）は、沖縄県浦添市牧港にある沖縄電力の石油火力発電所。
戦後の沖縄では、最初に作られた発電所である。

## 概要
戦後、米軍統治下となった沖縄においては、発電は米軍からの払い下げられた発電機を使用した民間の電力業者が乱立した。しかし、規模が小さく全地域に電力が回らず、さらに米軍においても自らの発電量では電力が不足するという状況に陥っていた。
そのため、米国民政府は1950年に沖縄全島電化計画を発表、浦添市牧港に火力発電所の建設の計画を立てた。そして、1953年4月に牧港火力発電所として1号機が運転を開始、4号機までが建設された。
この発電所での電力は主に米軍向けであったが、米軍で余剰となった電力は民間にも供給されることとなり、1953年～1957年にかけて民間配電会社として松岡配電、沖縄配電、中央配電、比謝川配電、名護配電、東部配電（後に沖縄配電に吸収合併）の6社が設立、さらに1954年には電力の供給会社として琉球電力公社が設立、同年に発電所の所有権を取得した。なお、後に需要の増大とともに米軍の発電船ジャコナ号、インピーダンス号を使用した発電も行われるようになったが、その後も需要が増えたため金武町に金武火力発電所が建設された。
1970年からは順次5〜9号機までとガスタービン発電方式の1、2号ガスタービンが増設された一方、老朽化に伴い1〜4号機は1978年に、5〜8号機は2014年に廃止された。 

## 発電設備
- 総出力：28.8万kW（2014年6月30日現在）

9号機
発電方式：汽力発電方式
定格出力：12.5万kW
使用燃料：重油
営業運転開始：1981年5月
1号ガスタービン
発電方式：ガスタービン発電方式
定格出力：6万kW
使用燃料：灯油
営業運転開始：1977年5月
2号ガスタービン
発電方式：ガスタービン発電方式
定格出力：10.3万kW
使用燃料：灯油
営業運転開始：1990年5月

## 廃止された発電設備

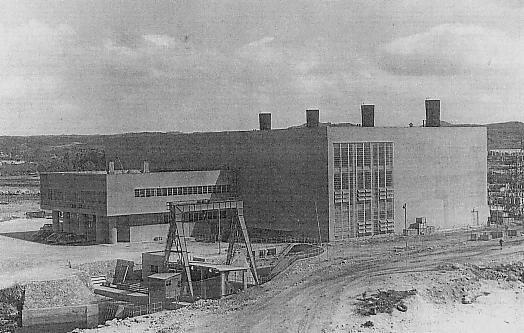
1950年代の牧港火力発電所

- 発電方式：汽力発電方式

1号機（廃止）

使用燃料：重油
営業運転期間：1953年4月 - 1978年
2号機（廃止）

使用燃料：重油

廃止時期：1978年
3号機（廃止）

使用燃料：重油

廃止時期：1978年
4号機（廃止）

使用燃料：重油

廃止時期：1978年
5号機（廃止）
定格出力：8.5万kW
使用燃料：重油
営業運転期間：1970年4月 - 2014年6月30日（2012年11月30日より休止）
6号機（廃止）
定格出力：8.5万kW
使用燃料：重油
営業運転期間：1970年8月 - 2014年6月30日（2012年11月30日より休止）
7号機（廃止）
定格出力：8.5万kW
使用燃料：重油
営業運転期間：1973年7月 - 2014年6月30日
8号機（廃止）
定格出力：8.5万kW
使用燃料：重油
営業運転期間：1974年11月 - 2014年6月30日（2014年3月31日より休止）

## 沿革
- 1953年4月 - 牧港火力発電所運転開始。
- 1954年10月 - 発電所の所有権を琉球電力公社が取得（管理は米軍に委託）。
- 1970年4月 - 5号機運転開始。
- 1970年8月 - 6号機運転開始。
- 1973年7月 - 7号機運転開始。
- 1974年　　 - 県内初の集合煙突及び集じん装置運転開始。
- 1974年11月 - 8号機運転開始。
- 1977年5月 - 1号ガスタービン運転開始。
- 1978年　　 - 1〜4号機廃止。
- 1981年5月 - 9号機運転開始。
- 1990年5月 - 2号ガスタービン運転開始。
- 1991年　　 - 公害防止協定を締結。
- 2000年10月 - ISO14001認証取得。
- 2014年6月 - 5〜8号機廃止。

## アクセス
所在地
住所：沖縄県浦添市牧港5-2-1
路線バス
牧港バス停下車徒歩10分。

## その他
- 当発電所の煙突部分には宜野湾テレビ中継局が設置されている。また、沖縄電力の本店も当発電所の敷地内にある。
- 浦添総合病院のドクターヘリによる救急患者の搬送は、病院周辺にヘリ着地用地が無いため、当発電所敷地内に着陸し救急車で病院に搬送するシステムをとっている。